# Præsidentvalget i Tyskland 2009
Ved præsidentvalget i Tyskland 2009 genvalgte Forbundsforsamlingen den 23. juni 2009 Horst Köhler som forbundspræsident.
Mødet blev afholdt i Rigsdagsbygningen i Berlin. Forbundsforsamlingen var sammensat af 1224 medlemmer, og kravet til absolut flertal var dermed 613 stemmer.

## Valgresultat
| Valgomgang        | Kandidat         | Afgivende stemmer | Andel  | Parti                    |
| ----------------- | ---------------- | ----------------- | ------ | ------------------------ |
| Første valgomgang | Horst Köhler     | 613               | 50,1 % | CDU/CSU/FDP/Freie Wähler |
| Første valgomgang | Gesine Schwan    | 503               | 41,1 % | SPD/Grüne                |
| Første valgomgang | Peter Sodann     | 91                | 7,4 %  | Die Linke                |
| Første valgomgang | Frank Rennicke   | 4                 | 0,3 %  | NPD/DVU                  |
| Første valgomgang | Blanke stemmer   | 10                | 0,8 %  |                          |
| Første valgomgang | Ugyldige stemmer | 2                 | 0,2 %  |                          |
| Første valgomgang | Fraværende       | 1                 | 0,1 %  |                          |